# Aleksiej Czermnych
Aleksiej Aleksiejewicz Czermnych (ros. Алексей Алексеевич Чермных, ur. 1901 we wsi Borowlanskaja w guberni wiackiej, zm. 1971 w Krasnodarze) – funkcjonariusz radzieckich organów bezpieczeństwa, pułkownik.
Od października 1918 do lipca 1924 żołnierz Armii Czerwonej, od lipca 1924 w OGPU, od października 1925 w WKP(b), od czerwca do grudnia 1931 studiował w Moskiewskim Instytucie Górniczym im. Stalina. Od 15 kwietnia do sierpnia 1941 szef Zarządu NKGB obwodu kijowskiego w stopniu kapitana bezpieczeństwa państwowego, od 1942 zastępca szefa Zarządu Wojsk NKWD Ochrony Tyłów Frontu Południowo-Zachodniego, 1943-1945 szef Zarządu NKGB obwodu sumskiego w stopniu pułkownika. Od 1948 do 13 lutego 1951 szef Zarządu MGB obwodu charkowskiego, od 13 lutego 1951 do marca 1953 szef Zarządu MGB obwodu stalińskiego (obecnie obwód doniecki), od marca 1953 do kwietnia 1954 szef Zarządu MWD obwodu czelabińskiego, później w stanie spoczynku.

## Odznaczenia
- Order Lenina (21 lutego 1945)
- Order Czerwonego Sztandaru (trzykrotnie - 3 listopada 1944, 10 kwietnia 1945 i 25 lipca 1949)
- Order Czerwonego Sztandaru Pracy (23 stycznia 1948)
- Order Czerwonej Gwiazdy (22 lutego 1943)
- Odznaka "Honorowy Funkcjonariusz Czeki/GPU (XV)" (15 sierpnia 1937)

I 3 medale.